# 石燕
石燕，是台灣傳說的鳥。

## 傳說
傳說中石燕棲息在深山裡或島嶼上，飛翔時會引起大風。